# Resolució 1397 del Consell de Seguretat de les Nacions Unides
La Resolució 1397 del Consell de Seguretat de les Nacions Unides fou adoptada el 12 de març de 2002. El Consell va exigir el final de la violència que s'havia produït entre els israelians i palestins des de setembre de 2000 (Segona Intifada). Va ser la primera resolució del Consell de Seguretat en demanar una solució de dos estats al conflicte.
Abans de l'aprovació de la resolució, el secretari general Kofi Annan havia demanat als palestins que acabessin amb els "moralment repugants" actes terroristes i atemptats suïcides i als israelians que acabessin amb l'ocupació il·legal de territori palestí i l'ús d'una força excessiva.

## Resolució

### Observacions
El Consell de Seguretat va afirmar la visió dels estats israelians i palestins existint un al costat de l'altre amb fronteres segures i reconegudes. Va expressar la seva preocupació pels esdeveniments que van tenir lloc des de setembre de 2000 a la regió i la necessitat de tots per assegurar la seguretat dels civils i el respecte del dret internacional humanitari. El Consell va acollir amb beneplàcit els esforços dels Estats Units, Rússia, Unió Europea, el príncep hereu de l'Aràbia Saudita Abdul·lah i altres per aconseguir una pau justa i duradora a Orient Mitjà.

### Actes
La resolució va exigir el cessament immediat de la violència, el terror, la incitació, la provocació i la destrucció, i va demanar a les parts israelianes i palestines que cooperessin en la implementació del pla de treball Tenet i l'informe Mitchell. Finalment, es van encomanar els esforços de Kofi Annan i altres per reprendre el procés de pau i acabar amb la violència.

### Text de la resolució
"El Consell de Seguretat,
"Recordant totes les seves resolucions anteriors pertinents, en particular les resolucions 242 (1967) i 338 (1973),
"Afirmant una visió d'una regió on dos estats, Israel i Palestina, visquin un al costat de l'altre dins de fronteres segures i reconegudes,
"Expressa la seva profunda preocupació per la continuació dels fets tràgics i violents que van tenir lloc des del setembre de 2000, especialment els recents atacs i l'augment de víctimes,
"Destacant la necessitat que tots els interessats assegurin la seguretat dels civils,
"Destacant també la necessitat de respectar les normes universalment acceptades del dret internacional humanitari,
"Acollint i encoratjant els esforços diplomàtics dels enviats especials dels Estats Units d'Amèrica, la Federació de Rússia, la Unió Europea i el Coordinador Especial de les Nacions Unides i altres per aconseguir una pau global, justa i duradora a l'Orient Mitjà,
"Acollint amb beneplàcit la contribució del príncep hereu saudita Abdul·lah,
"1. Exigeix la cessació immediata de tots els actes de violència, inclosos tots els actes de terror, provocació, incitació i destrucció;
"2. Exhorta a les parts israeliana i palestina i als seus líders a cooperar en la implementació del pla de treball Tenet i les recomanacions de l'informe Mitchell amb l'objectiu de reprendre les negociacions sobre un acord polític;
"3. Expressa el seu suport als esforços del Secretari General i d'altres per ajudar les parts a detenir la violència i reprendre el procés de pau;
"4. Decideix seguir ocupant-se del tema ".

### Vots
La resolució 1397 va ser aprovada per 14 vots contra cap i l'abstenció de Síria, el representant del qual va considerar que la resolució no tractava les preocupacions dels països àrabs.